# Ica (città)
Ica è una città del Perù centro-meridionale, capoluogo dell'omonima regione.
Fondata nel 1563, si chiamò inizialmente Villa de Valverde, e quindi San Jerónimo de Ica.
Importante centro vitivinicolo, è stato severamente danneggiato dal terremoto del 15 agosto 2007.
In precedenza, il 29 gennaio del 1998, la città soffrì di una alluvione causata dallo straripamento del fiume Ica, dovuta al fenomeno del El Niño che influenza il clima di diverse zone costiere dell'oceano Pacifico meridionale.
Un'altra importante alluvione che causò danni e disagi agli abitanti della zona è avvenuta nel febbraio del 2011, sempre causata dallo straripamento del Rio Ica

## Storia
Fondata nel 1563 dal conquistador spagnolo Geronimo Luis de Cabrera (di origine andalusa), il nome di Villa de Valverde. Si tratta di una città con un vasto e importante passato storico, dal momento che i primi coloni risalgono a più di 10.000 anni fa. La città è stata sede di molte culture pre-incaiche come: i Paracas, Wari, Ica e Nasca.